# Čínská východní dráha

Mapka kontextu Čínské východní dráhy

Čínská východní dráha (rusky Китайско-Восточная железная дорога – Kitajsko-vostočnaja železnaja doroga, čínsky v českém přepisu Tung-čching tchie-lu, pchin-jinem Dōngqīng Tiělù, znaky zjednodušené 东清
铁路, tradiční 東清鐵路) zvaná také Transmandžuská dráha, Čínská dálněvýchodní dráha a Severní mandžuská dráha je historický název významné železniční trati v oblasti Mandžuska. Ta byla vybudována ruským impériem (na základě koncese udělené říší Čching), aby spojila nejkratší cestou Čitu s Vladivostokem a rovněž umožnila železniční spojení s Port Arthurem. Byla vystavena v letech 1896–1902 a měla tři větve sbíhající se v Charbinu, který hospodářsky povznesla. Všechny tyto tři větve doposud fungují jako významné železniční tratě:
- Železniční trať Charbin – Man-čou-li vede z Charbinu na severozápad do Man-čou-li na čínsko-ruskou hranici, přičemž na ruské straně hranice na ni navazuje železniční trať ze Zabajkalsku do Čity k Transsibiřské magistrále. Úsek z Charbinu k hranici je přibližně 935 kilometrů dlouhý.
- Železniční trať Charbin – Suej-fen-che vede z Charbinu na jihovýchod do Suej-fen-che rovněž na čínsko-ruskou hranici. Navazuje na ni síť ruské Dálněvýchodní dráhy přes Ussurijsk do Vladivostoku. Úsek z Charbinu k hranici má délku přibližně 548 kilometrů.
- Železniční trať Peking – Charbin vedoucí dnes z Pekingu, hlavního města Čínské lidové republiky, sdílí s původní Čínskou východní dráhou úsek z Šen-jangu do Charbinu, který je přibližně 550 kilometrů dlouhý.

Kromě dlouhodobého hospodářského vlivu celé železnice se její jižní větev stala dějištěm a částečným důvodem několika válečných konfliktů: Rusko-japonské války v letech 1904–1905 (v té době byla většina jižní větve spravována japonskou Jihomandžuskou železniční společností), čínsko-sovětského konfliktu v roce 1929 a druhé čínsko-japonské války začínající v roce 1931.